# Список островов Китайской Республики
Ниже представлен список островов, находящихся под контролем Китайской Республики (Свободная территория Китайской Республики). Острова распределены согласно административному делению Китайской Республики — по городам, уездам, сельским и городским волостям.

## Остров Тайвань

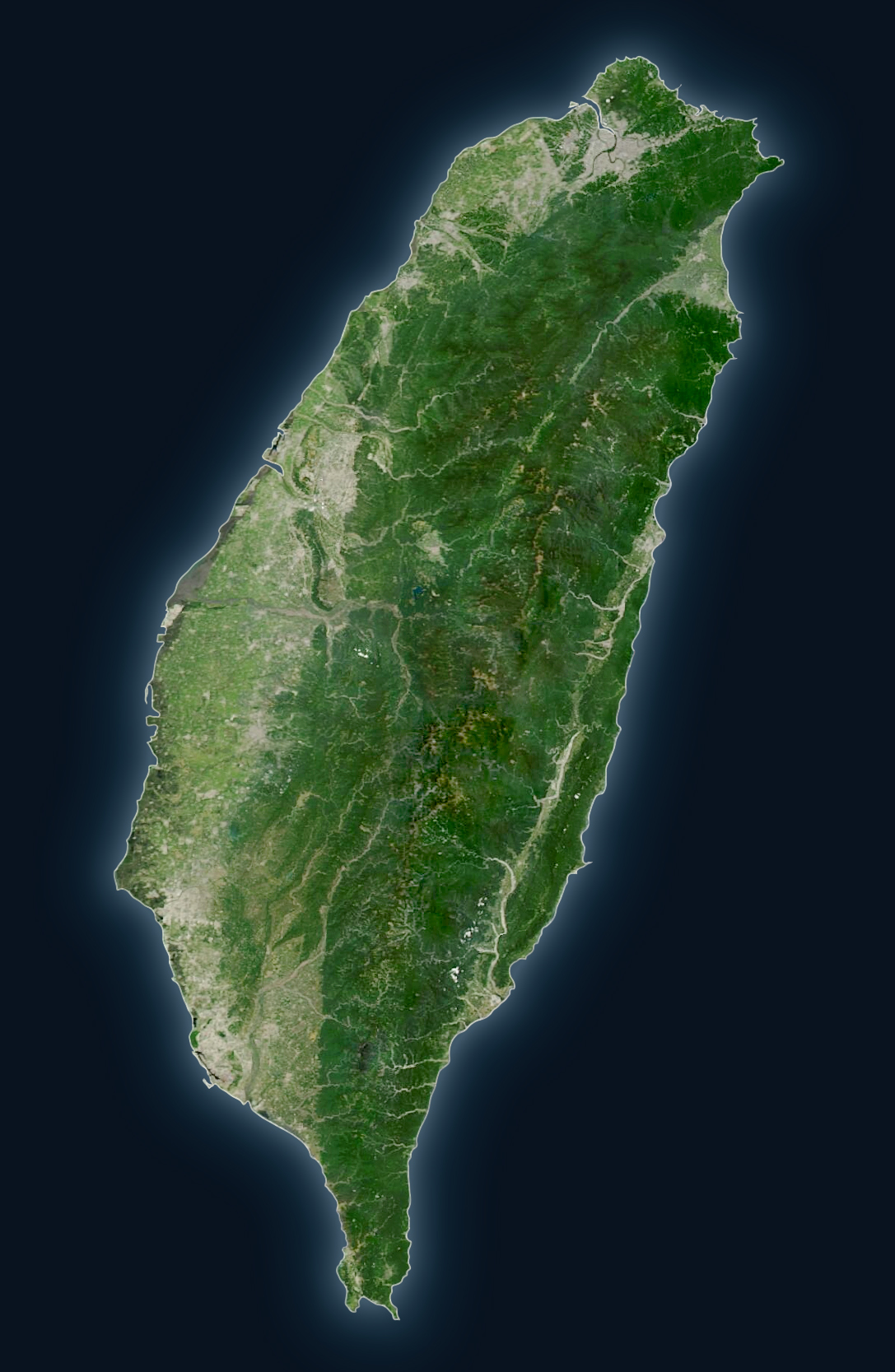
Тайвань

### г. Цзилун
- Бадоуцзы (кит. трад. 八斗子島, упр. 八斗子岛, пиньинь Bā dǒuzi dǎo, палл. ба доуцзы дао)
- Цзилун (кит. трад. 基隆嶼, упр. 基隆屿, пиньинь Jīlóng yǔ, палл. цзилун юй)
- Хэпин (кит. трад. 和平島, упр. 和平岛, пиньинь Hépíng dǎo, палл. хэпин дао)[1]
- Северные острова (кит. трад. 北方三島, упр. 北方三岛, пиньинь Běifāng sān dǎo, палл. бэйфан сань дао)
  - Хуапин (кит. трад. 花瓶嶼, упр. 花瓶屿, пиньинь Huāpíng yǔ, палл. хуапин юй)[2]
  - Мяньхуа (кит. трад. 棉花嶼, упр. 棉花屿, пиньинь Miánhuā yǔ, палл. мяньхуа юй)[3]
  - Пэнцзя (Дачжишань, Цаолай) (кит. трад. 彭佳嶼 (大峙山嶼, 草萊嶼), упр. 彭佳屿 (大峙山屿, 草莱屿), пиньинь Péng jiā yǔ (Dà zhì shān yǔ, Cǎo lái yǔ), палл. пэн цзя юй (да чжи шань юй, цао ла юй)[4]

### г. Синьбэй
- Чжутай (кит. трад. 燭台嶼, упр. 烛台屿, пиньинь Zhútái yǔ, палл. чжутай юй)

### Уезд Илань
- Гуйшань (кит. трад. 龜山島, упр. 龟山岛, пиньинь Guī shān dǎo, палл. гуй шань дао)[5]
- Гуйлуань (кит. трад. 龜卵島, упр. 龟卵岛, пиньинь Guī luǎn dǎo, палл. гуй луань дао)
- Острова Дяоюйтай (Сенкаку)[6] (кит. трад. 釣魚台群島, упр. 钓鱼台群岛, пиньинь Diàoyútái qúndǎo, палл. дяоюйтай цюньдао, управляется Японией, оспаривается Китайской Республикой и Китайской Народной Республикой)

### г. Синьчжу
- Юйфэй (кит. трад. 于飛島, упр. 于飞岛, пиньинь Yú fēi dǎo, палл. юй фэй дао)

### Уезд Наньтоу
- Лалу (кит. трад. 拉魯島, упр. 拉鲁岛, пиньинь Lā lǔ dǎo, палл. ла лу дао)

### Уезд Юньлинь
- Вайсаньдин (кит. трад. 外傘頂洲, упр. 外伞顶洲, пиньинь Wài sǎn dǐng zhōu, палл. вай сань дин чжоу)

### г. Тайнань
- Юйгуан (кит. трад. 漁光島, упр. 渔光岛, пиньинь Yú guāng dǎo, палл. юй гуан дао)

### Уезд Хуалянь
- Шицю (кит. трад. 獅球嶼, упр. 狮球屿, пиньинь Shī qiú yǔ, палл. ши цю юй)

### Уезд Тайдун
- Саньсяньтай (кит. упр. 三仙台, пиньинь Sān xiantái, палл. сань сяньтай)[7]

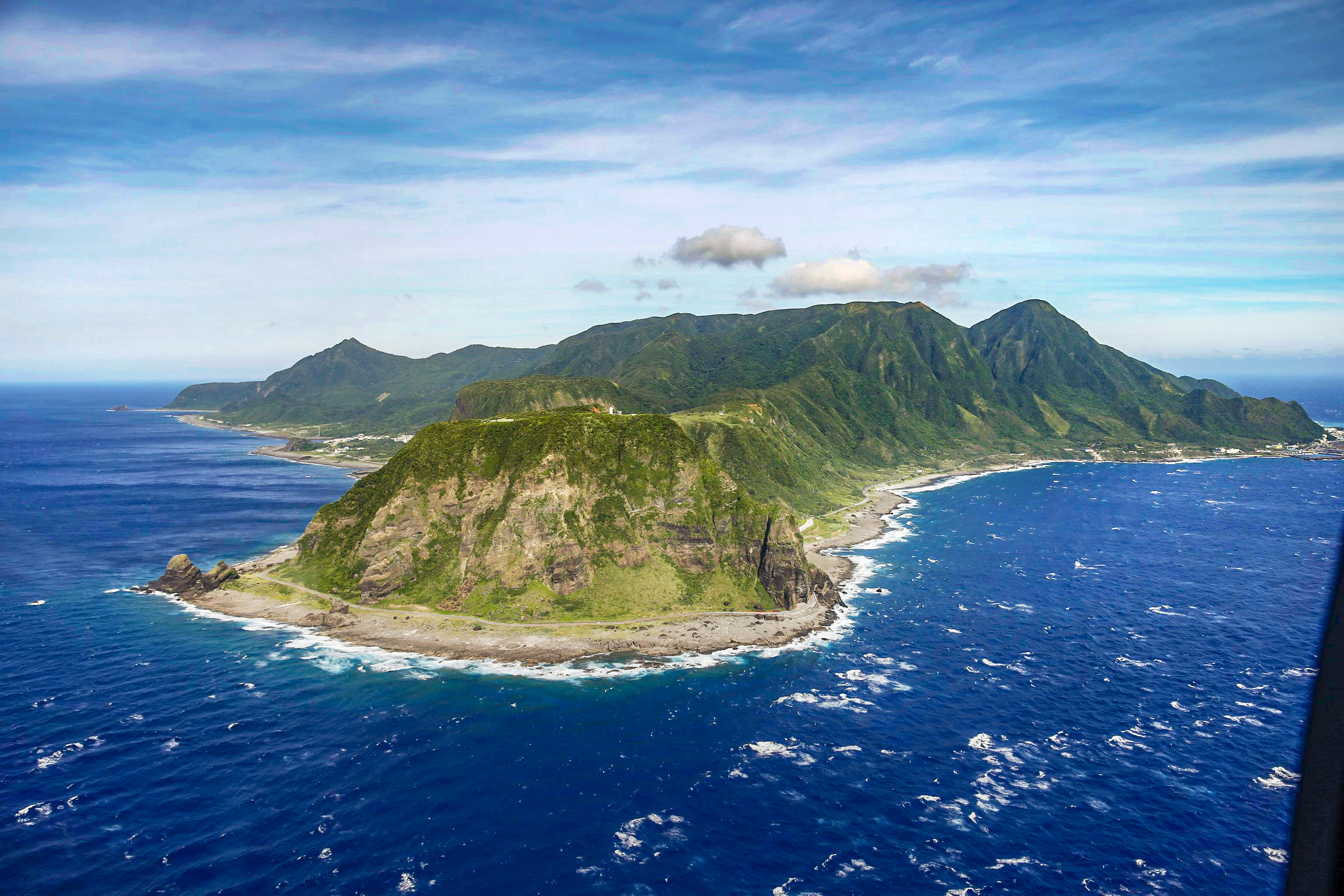
Ланьюй

- Люйдао (Зелёный остров) (кит. трад. 綠島鄉, упр. 绿岛乡, пиньинь Lǜ dǎo xiāng, палл. люй дао сян)[8]
- Ланьюй (кит. трад. 蘭嶼, упр. 兰屿, пиньинь Lán yǔ, палл. лань юй)
- Малый остров Лань (кит. трад. 小蘭嶼, упр. 小兰屿, пиньинь Xiǎo lán yǔ, палл. сяо лань юй)

### Уезд Пиндун
- Сяолюцю (кит. упр. 小琉球, пиньинь Xiǎo liúqiú, палл. сяо люцю) (англ.)[9]
- Цисинянь (кит. упр. 七星岩, пиньинь Qīxīng yán, палл. цисин янь)[10]

### г. Гаосюн
- Фуго (кит. трад. 富國島, упр. 富国岛, пиньинь Fùguó dǎo, палл. фуго дао)
- Цицзинь (кит. трад. 旗津區, упр. 旗津区, пиньинь Qí jīn qū, палл. ци цзинь цюй)
- Острова в Южно-Китайском море

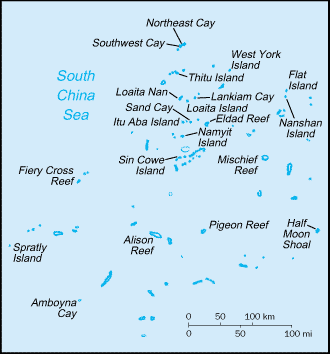
Острова Спратли

  - Острова Дунша (кит. трад. 東沙群島, упр. 东沙群岛, пиньинь Dōngshā qúndǎo, палл. дунша цюньдао[11], управляется Китайской Республикой, оспаривается Филиппинами и Китайской Народной Республикой)
    - Остров Дунша (кит. трад. 東沙島, упр. 东沙岛, пиньинь Dōngshā dǎo, палл. дунша дао)

  - Острова Спратли (Наньша)[12] (кит. трад. 南沙群島, упр. 南沙群岛, пиньинь Nánshā qúndǎo, палл. наньша цюньдао, оспаривается Вьетнамом, Китайской Народной Республикой, Китайской Республикой , Малайзией, Филиппинами и Брунеем)
    - Тайпин[13] (кит. трад. 太平島, упр. 太平岛, пиньинь Tàipíng dǎo, палл. тайпин дао, управляется Китайской Республикой)
    - Риф Чжунчжоу (кит. упр. 中洲礁, пиньинь Zhōngzhōu jiāo, палл. чжунчжоу цзяо)

## Острова Пэнху

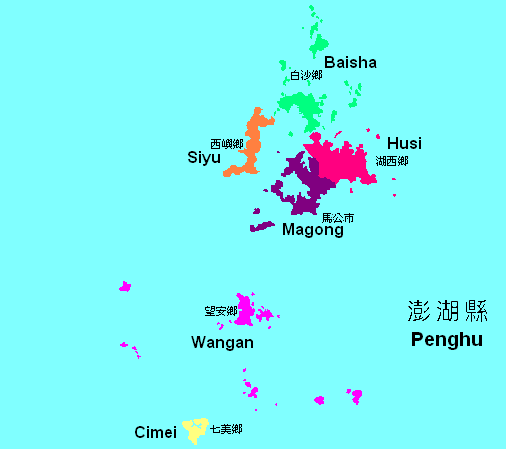
Острова Пэнху

### Уезд Пэнху

#### Магун[14]
- Остров Пэнху (кит. трад. 澎湖本島, упр. 澎湖本岛, пиньинь Pēnghú běndǎo, палл. пэнху бэньдао)
- Чжунян (кит. трад. 中央嶼, упр. 中央屿, пиньинь Zhōngyāng yǔ, палл. чжунян юй)
- Сицзяо (кит. трад. 四角嶼, упр. 四角屿, пиньинь Sìjiǎo yǔ, палл. сицзяо юй)
- Цзилун (кит. трад. 雞籠嶼, упр. 鸡笼屿, пиньинь Jī lóng yǔ, палл. цзилун юй)
- Тунпань (кит. трад. 桶盤嶼, упр. 桶盘屿, пиньинь Tǒng pán yǔ, палл. тунпань юй)
- Хуцзин (кит. трад. 虎井嶼, упр. 虎井屿, пиньинь Hǔ jǐng yǔ, палл. ху цзин юй)

#### Сельская Волость Гуси
- Дингоу (кит. трад. 錠鉤嶼, упр. 锭钩屿, пиньинь Dìng gōu yǔ, палл. дин гоу юй)
- Цзишань (кит. трад. 雞善嶼, упр. 鸡善屿, пиньинь Jī shàn yǔ, палл. цзи шань юй)
- Чабу (кит. трад. 查埔嶼, упр. 查埔屿, пиньинь Chá bù yǔ, палл. ча бу юй)
- Чаму (кит. трад. 查母嶼, упр. 查母屿, пиньинь Chá mǔ yǔ, палл. ча му юй)
- Сянлу (кит. трад. 香爐嶼, упр. 香炉屿, пиньинь Xiānglú yǔ, палл. сянлу юй)
- Фаньшуцзывэй (кит. трад. 番薯仔尾嶼, упр. 番薯仔尾屿, пиньинь Fānshǔ zǐ wěi yǔ, палл. фаньшу цзы вэй юй)
- Чи (кит. трад. 赤嶼, упр. 赤屿, пиньинь Chì yǔ, палл. чи юй)
- Гуцзя (кит. трад. 鼓架嶼, упр. 鼓架屿, пиньинь Gǔ jià yǔ, палл. гу цзя юй)
- Яньцин (кит. трад. 雁情嶼, упр. 雁情屿, пиньинь Yàn qíng yǔ, палл. янь цин юй)

#### Сельская Волость Байша
- Байша (кит. трад. 白沙島, упр. 白沙岛, пиньинь Báishā dǎo, палл. байша дао)
- Мудоу (кит. трад. 目斗嶼, упр. 目斗屿, пиньинь Mù dòu yǔ, палл. му доу юй)
- Цзибэй (кит. трад. 吉貝嶼, упр. 吉贝屿, пиньинь Jí bèi yǔ, палл. цзи бэй юй)
- Го (кит. трад. 過嶼, упр. 过屿, пиньинь Guò yǔ, палл. го юй)
- Гупо (кит. трад. 姑婆嶼, упр. 姑婆屿, пиньинь Gūpó yǔ, палл. гупо юй)
- Течжэнь (кит. трад. 鐵砧嶼, упр. 铁砧屿, пиньинь Tiě zhēn yǔ, палл. те чжэнь юй)
- Сянцзяо (кит. трад. 險礁嶼, упр. 险礁屿, пиньинь Xiǎn jiāo yǔ, палл. сян цзяо юй)
- Тудигун (кит. трад. 土地公嶼, упр. 土地公屿, пиньинь Tǔdì gōng yǔ, палл. туди гун юй)
- Дабайша (кит. трад. 大白沙嶼, упр. 大白沙屿, пиньинь Dà báishā yǔ, палл. да байша юй)
- Цзинь (кит. трад. 金嶼, упр. 金屿, пиньинь Jīn yǔ, палл. цзинь юй)
- Цюйчжао (кит. трад. 屈爪嶼, упр. 屈爪屿, пиньинь Qū zhǎo yǔ, палл. цюй чжао юй)
- Маоси (кит. трад. 毛司嶼, упр. 毛司屿, пиньинь Máo sī yǔ, палл. мао си юй)
- Северный риф (кит. 北礁, пиньинь Běi jiāo, палл. бэй цзяо)[15]
- Байша (кит. трад. 白沙嶼, упр. 白沙屿, пиньинь Báishā yǔ, палл. байша юй)
- Маочан (кит. трад. 毛常嶼, упр. 毛常屿, пиньинь Máo cháng yǔ, палл. мао чан юй)
- Наньмяньгуа (кит. трад. 南面掛嶼, упр. 南面挂屿, пиньинь Nánmiàn guà yǔ, палл. наньмянь гуа юй)
- Няо (кит. трад. 鳥嶼, упр. 鸟屿, пиньинь Niǎo yǔ, палл. няо юй)
- Юаньбэй (кит. трад. 員貝嶼, упр. 员贝屿, пиньинь Yuán bèi yǔ, палл. юань бэй юй)
- Сяолун (кит. трад. 小龍, упр. 小龙, пиньинь Xiǎo lóng, палл. сяо лун)
- Цзитоу (кит. трад. 雞頭嶼, упр. 鸡头屿, пиньинь Jī tóu yǔ, палл. цзи тоу юй)
- Пин (кит. трад. 坪嶼, упр. 坪屿, пиньинь Píng yǔ, палл. пин юй)
- Цао (кит. трад. 草嶼, упр. 草屿, пиньинь Cǎo yǔ, палл. цао юй)
- Большой риф (кит. 大礁, пиньинь Dà jiāo, палл. да цзяо)
- Дачан (кит. трад. 大倉嶼, упр. 大仓屿, пиньинь Dà cāng yǔ, палл. да чан юй)
- Чжунтун (кит. трад. 中屯島, упр. 中屯岛, пиньинь Zhōng tún dǎo, палл. чжун тунь дао)
- Сяо (кит. трад. 小嶼, упр. 小屿, пиньинь Xiǎo yǔ, палл. сяо юй)
- Сяоцюйчжао (кит. 小屈爪, пиньинь Xiǎo qū zhǎo, палл. сяо цюй чжао)
- Пэнпэнтань (кит. трад. 澎澎灘, упр. 澎澎滩, пиньинь Pēng pēng tān, палл. пэн пэн тань)
- Риф Люхуэй (кит. трад. 流迴礁, упр. 流回礁, пиньинь Liú huí jiāo, палл. лю хуэй цзяо)
- Дацяо (кит. трад. 大磽嶼, упр. 大硗屿, пиньинь Dà qiāo yǔ, палл. да цяо юй)
- Риф Лунтоу (кит. трад. 龍頭礁, упр. 龙头礁, пиньинь Lóngtóu jiāo, палл. лунтоу цзяо)
- Риф Шуньфэн (кит. трад. 順風礁, упр. 顺风礁, пиньинь Shùnfēng jiāo, палл. шуньфэн цзяо)
- Байцзэй (кит. трад. 白賊嶼, упр. 白贼屿, пиньинь Bái zéi yǔ, палл. бай цзэй юй)
- Сяоле (кит. трад. 小列嶼, упр. 小列屿, пиньинь Xiǎo liè yǔ, палл. сяо ле юй)
- Иньцзы (кит. 印仔, пиньинь Yìn zǐ, палл. инь цзы)
- Риф Эрцяо (кит. трад. 二磽礁, упр. 二硗礁, пиньинь Èr qiāo jiāo, палл. эр цяо цзяо)
- Риф Баньнянь (кит. 半年礁, пиньинь Bànnián jiāo, палл. баньнянь цзяо)

#### Сельская Волость Сиюй
- Западный остров (кит. трад. 西嶼, упр. 西屿, пиньинь Xi yǔ, палл. си юй)
- Сяомэнь (кит. трад. 小門嶼, упр. 小门屿, пиньинь Xiǎo mén yǔ, палл. сяо мэнь юй)
- Хайцянь (кит. трад. 海墘嶼, упр. 海墘屿, пиньинь Hǎi qián yǔ, палл. хай цянь юй)

#### Сельская Волость Ванань
- Ванань (кит. трад. 望安島, упр. 望安岛, пиньинь Wàng ān dǎo, палл. ван ань дао)
- Хуа (кит. трад. 花嶼, упр. 花屿, пиньинь Huā yǔ, палл. хуа юй)[16]
- Дамао (кит. трад. 大貓嶼, упр. 大猫屿, пиньинь Dà māo yǔ, палл. да мао юй)
- Сяомао (кит. трад. 小貓嶼, упр. 小猫屿, пиньинь Xiǎo māo yǔ, палл. сяо мао юй)
- Гоушацзы (кит. 狗沙仔, пиньинь Gǒu shā zǐ, палл. гоу ша цзы)
- Риф Цзиньгуацзы (кит. 金瓜仔礁, пиньинь Jīnguā zǐ jiāo, палл. цзиньгуа цзы цзяо)
- Цзянцзюняо (кит. трад. 將軍澳嶼, упр. 将军澳屿, пиньинь Jiāngjūn'ào yǔ, палл. цзянцзюняо юй)[17]
- Чуаньфань (кит. трад. 船帆嶼, упр. 船帆屿, пиньинь Chuán fān yǔ, палл. чуань фань юй)
- Хоудайцзы (кит. трад. 後袋仔, упр. 后袋仔, пиньинь Hòu dài zǐ, палл. хоу дай цзы)
- Мааньшань (кит. трад. 馬鞍山嶼, упр. 马鞍山屿, пиньинь Mǎ'ānshān yǔ, палл. мааньшань юй)
- Цао (кит. трад. 草嶼, упр. 草屿, пиньинь Cǎo yǔ, палл. цао юй)
- Тоуцзинь (кит. трад. 頭巾, упр. 头巾, пиньинь Tóujīn, палл. тоуцзинь)
- Сиюйпинюй (кит. трад. 西嶼坪嶼, упр. 西屿坪屿, пиньинь Xi yǔ píng yǔ, палл. си юй пин юй)
- Эрвэнь (кит. 二塭, пиньинь Èr wēn, палл. эр вэнь)
- Дунюйпинюй (кит. трад. 東嶼坪嶼, упр. 东屿坪屿, пиньинь Dōng yǔ píng yǔ, палл. дун юй пин юй)
- Сицзи (кит. трад. 西吉嶼, упр. 西吉屿, пиньинь Xi jí yǔ, палл. си цзи юй)
- Чутоу (кит. трад. 鋤頭嶼, упр. 锄头屿, пиньинь Chútóu yǔ, палл. чутоу юй)
- Дунцзи (кит. трад. 東吉嶼, упр. 东吉屿, пиньинь Dōng jí yǔ, палл. дун цзи юй)[18]
- Чжунцзы (кит. трад. 鐘仔, упр. 钟仔, пиньинь Zhōng zǐ, палл. чжун цзы)
- Риф Чуаньхоу (кит. трад. 船後礁, упр. 船后礁, пиньинь Chuán hòu jiāo, палл. чуань хоу цзяо)
- Тяньтайшаньвэнь (кит. 天台山塭, пиньинь Tiāntái shān wēn, палл. тяньтай шань вэнь)
- Лунвэнь (кит. трад. 籠塭, упр. 笼塭, пиньинь Lóng wēn, палл. лун вэнь)
- Риф Аомынь (кит. трад. 凹門礁, упр. 凹门礁, пиньинь Āo mén jiāo, палл. ао мэнь цзяо)
- Бэйвэнь (кит. 北塭, пиньинь Běi wēn, палл. бэй вэнь)
- Байшавэнь (кит. 白沙塭, пиньинь Báishā wēn, палл. байша вэнь)
- Наньвэнь (кит. 南塭, пиньинь Nán wēn, палл. нань вэнь)
- Течжэнь (кит. трад. 鐵砧, упр. 铁砧, пиньинь Tiě zhēn, палл. те чжэнь)
- Сянлу (кит. трад. 香爐, упр. 香炉, пиньинь Xiānglú, палл. сянлу)
- Чайаньвэнь (кит. 柴垵塭, пиньинь Chái'ǎnwēn, палл. чай ань вэнь)
- Риф Чжуму (кит. трад. 豬母礁, упр. 猪母礁, пиньинь Zhū mǔ jiāo, палл. чжу му цзяо)
- Давэнь (кит. 大塭, пиньинь Dà wēn, палл. да вэнь)
- Риф Цзювэн (кит. трад. 酒甕礁, упр. 酒瓮礁, пиньинь Jiǔ wèng jiāo, палл. цзю вэн цзяо)

#### Сельская Волость Цимэй
- Цимэй (кит. трад. 七美嶼, упр. 七美屿, пиньинь Qīměi yǔ, палл. цимэй юй)[19]

## Острова Цзиньмэнь

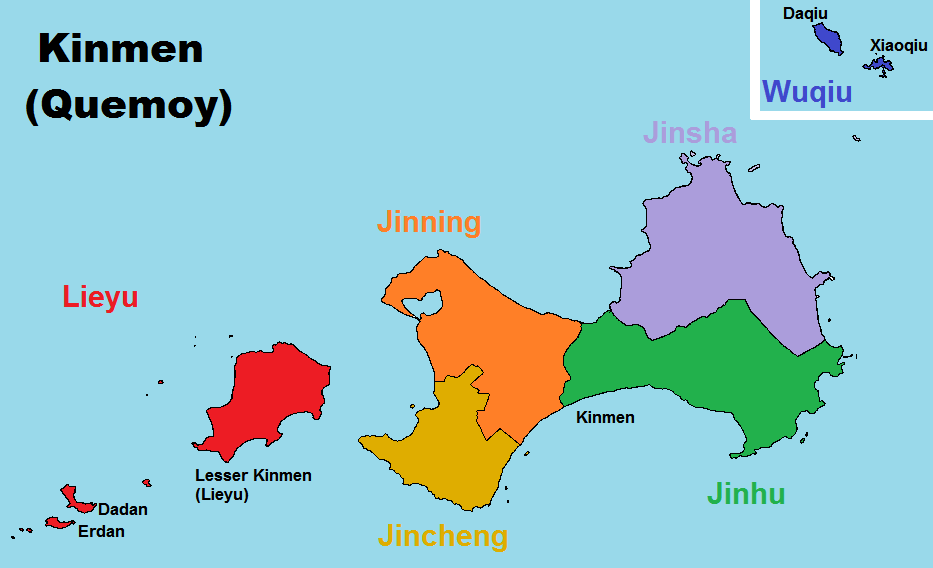
Острова Цзиньмэнь

### Уезд Цзиньмэн

#### Городская Волость Цзиньчэн
- Дундин (кит. трад. 東碇島, упр. 东碇岛, пиньинь Dōng dìng dǎo, палл. дун дин дао)[20]
- Цзянгун (кит. трад. 建功嶼, упр. 建功屿, пиньинь Jiàngōng yǔ, палл. цзянгун юй)

#### Городская Волость Цзиньху
- Бэйдин (кит. трад. 北碇島, упр. 北碇岛, пиньинь Běi dìng dǎo, палл. бэй дин дао)

#### Городская Волость Цзиньша
- Хоу (кит. трад. 后嶼, упр. 后屿, пиньинь Hòu yǔ, палл. хоу юй)
- Цао (кит. трад. 草嶼, упр. 草屿, пиньинь Cǎo yǔ, палл. цао юй)
- Гоу (кит. трад. 狗嶼, упр. 狗屿, пиньинь Gǒu yǔ, палл. гоу юй)

#### Сельская Волость Леюй
- Малый Цзиньмэнь (кит. трад. 小金門, упр. 小金门, пиньинь Xiǎo jīnmén, палл. сяо цзиньмэнь)
- Дадань (кит. трад. 大膽島, упр. 大胆岛, пиньинь Dàdǎn dǎo, палл. дадань дао)[21]
- Эрдань (кит. трад. 二膽島, упр. 二胆岛, пиньинь Èr dǎn dǎo, палл. эр дань дао)
- Мэнху (кит. трад. 猛虎嶼, упр. 猛虎屿, пиньинь Měnghǔ yǔ, палл. мэнху юй)[22]
- Фусин (кит. трад. 復興嶼, упр. 复兴屿, пиньинь Fùxīng yǔ, палл. фусин юй)
- Ши (кит. трад. 獅嶼, упр. 狮屿, пиньинь Shī yǔ, палл. ши юй)[23]

#### Сельская Волость Вуцю
- Большой Холм (Дацю) (кит. трад. 大坵, упр. 大丘, пиньинь Dà qiū, палл. да цю)
- Малый Холм (Сяоцю) (кит. трад. 小坵, упр. 小丘, пиньинь Xiǎo qiū, палл. сяо цю)

## Острова Мацзу

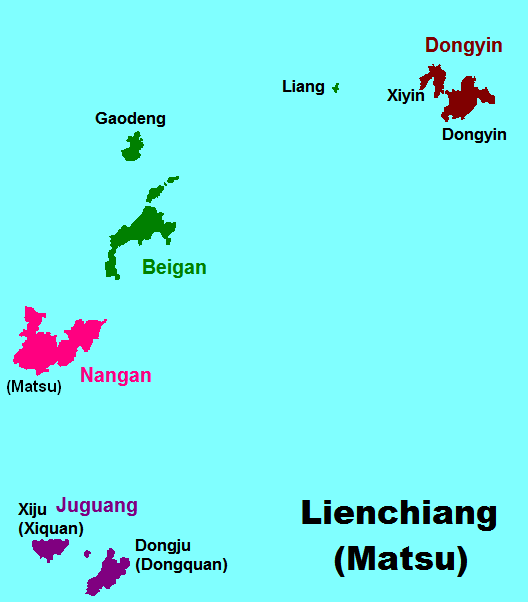
Острова Мацзу

### Уезд Ляньцзян

#### Сельская Волость Наньгань
- Наньгань (кит. трад. 南竿島, упр. 南竿岛, пиньинь Nán gān dǎo, палл. нань гань дао)
- Хуангуань (кит. трад. 黃官嶼, упр. 黄官屿, пиньинь Huáng guān yǔ, палл. хуан гуань юй)
- Риф Люцюань (кит. трад. 劉泉礁, упр. 刘泉礁, пиньинь Liú quán jiāo, палл. лю цюань цзяо)
- Риф Бэйцюань (кит. 北泉礁, пиньинь Běiquán jiāo, палл. бэйцюань цзяо)
- Риф Се (кит. 鞋礁, пиньинь Xié jiāo, палл. се цзяо)

#### Сельская Волость Бэйгань
- Бэйгань (кит. трад. 北竿島, упр. 北竿岛, пиньинь Běi gān dǎo, палл. бэй гань дао)[24]
- Большой Холм (Дацю) (кит. трад. 大坵, упр. 大丘, пиньинь Dà qiū, палл. да цю)
- Малый Холм (Сяоцю) (кит. трад. 小坵, упр. 小丘, пиньинь Xiǎo qiū, палл. сяо цю)
- Гаодэн (кит. трад. 高登島, упр. 高登岛, пиньинь Gāo dēng dǎo, палл. гао дэн дао)[25]
- Чжун (кит. трад. 中島, упр. 中岛, пиньинь Zhōng dǎo, палл. чжун дао)
- Баймяо (кит. трад. 白廟, упр. 白庙, пиньинь Bái miào, палл. бай мяо)
- Лаошу (кит. 老鼠, пиньинь Lǎoshǔ, палл. лаошу)
- Тецзянь (кит. трад. 鐵尖島, упр. 铁尖岛, пиньинь Tiě jiān dǎo, палл. те цзянь дао)
- Вумин (кит. трад. 無名島, упр. 无名岛, пиньинь Wúmíng dǎo, палл. вумин дао)
- Цзинь (кит. трад. 進嶼, упр. 进屿, пиньинь Jìn yǔ, палл. цзинь юй)
- Саньлянь (кит. трад. 三連嶼, упр. 三连屿, пиньинь Sān lián yǔ, палл. сань лянь юй)
- Цяотоу (кит. трад. 峭頭, упр. 峭头, пиньинь Qiào tóu, палл. цяо тоу)
- Гуй (кит. трад. 龜島, упр. 龟岛, пиньинь Guī dǎo, палл. гуй дао)
- Цюэши (кит. трад. 鵲石, упр. 鹊石, пиньинь Que shí, палл. цюэ ши)
- Гэли (кит. 蛤蜊, пиньинь Gélí, палл. гэли)

#### Сельская Волость Дунинь
- Восточный Инь (кит. трад. 東引島, упр. 东引岛, пиньинь Dōng yǐn dǎo, палл. дун инь дао)[26]
- Чжунчжу (кит. трад. 中柱島, упр. 中柱岛, пиньинь Zhōng zhù dǎo, палл. чжун чжу дао)
- Западный Инь (кит. трад. 西引島, упр. 西引岛, пиньинь Xi yǐn dǎo, палл. си инь дао)
- Лян (кит. трад. 亮島, упр. 亮岛, пиньинь Liàng dǎo, палл. лян дао)
- Риф Бэйгу (кит. 北固礁, пиньинь Běi gù jiāo, палл. бэй гу цзяо)
- Скала Лан (кит. 浪岩, пиньинь Làng yán, палл. лан янь)
- Наньинь (кит. 南引, пиньинь Nán yǐn, палл. нань инь)
- Лаошуша (кит. 老鼠沙, пиньинь Lǎoshǔ shā, палл. лаошу ша)
- Риф Шуанцзы (кит. трад. 雙子礁, упр. 双子礁, пиньинь Shuāngzǐ jiāo, палл. шуанцзы цзяо)
- Восточный Цзюй (кит. трад. 東莒, упр. 东莒, пиньинь Dōng jǔ, палл. дун цзюй)
- Западный Цзюй (кит. 西莒, пиньинь Xi jǔ, палл. си цзюй)
- Юнлю (кит. трад. 永留嶼, упр. 永留屿, пиньинь Yǒngliú yǔ, палл. юнлю юй)
- Линьао (кит. трад. 林拗嶼, упр. 林拗屿, пиньинь Lín ǎo yǔ, палл. линь ао юй)
- Синю (кит. трад. 犀牛嶼, упр. 犀牛屿, пиньинь Xīniú yǔ, палл. синю юй)
- Большой остров (кит. трад. 大嶼, упр. 大屿, пиньинь Dà yǔ, палл. да юй)
- Гора Ше (кит. 蛇山, пиньинь Shéshān, палл. ше шань)